# Ilhéu da Cal
Ilhéu da Cal is een onbewoond rotsachtig eiland ongeveer 500 meter ten zuiden van Porto Santo, in de Portugese regio Madeira.
In het Portugees wordt het eiland ook wel Ilhéu de Baixo genoemd, wat "laaggelegen eiland" betekent. Het eiland wordt doorkruist door de 33e noorderbreedtegraad. Op het eiland zijn vijf kapen te vinden, Ponta do Inferno, Ponta Isabel, Ponta da Patacha en Ponta do Ilhéu. Het eiland behoort samen met de overige voor de kust van Porto Santo liggende eilanden een Natura 2000-gebied, genaamd Ilhéus do Porto Santo.